# Franz Hermann Schulze-Delitzsch
Franz Hermann Schulze-Delitzsch (Delitzsch, 29 agosto 1808 – Potsdam, 29 aprile 1883) è stato un politico, economista e banchiere tedesco.

## Biografia
Il cognome Delitzsch deriva dal suo luogo natale e fu aggiunto nel 1848 per distinguerlo da altri Schulze nell'Assemblea Nazionale Prussiana. 
Nel 1861 diventò membro della Camera Bassa Prussiana con un partito progressista. Politicamente era classificabile come liberal-riformatore.
Insieme a Federico Guglielmo Raiffeisen è considerato uno dei padri fondatori delle unioni cooperative nel credito bancario.
Oltre a fondare direttamente molte volksbanken, i suoi scritti hanno ispirato Luigi Luzzatti, il teorico delle banche popolari in Italia.